# Татяна Гарбин
Татяна Гарбѝн  (на италиански: Tathiana Garbin) е професионална тенисистка от Италия.
Със своите 32 години, тя се нарежда сред ветеранките в съвременния женски тенис. Дебютира на международната сцена през далечната 1996 г. От 2000 г. насам Гарбин присъства неизменно в Топ 100 на Световната ранглиста на женския тенис. Най-доброто си класиране, италианската тенисистка записва през лятото на 2007 г., когато се изкачва под номер 22.
В своята богата на отличия кариера, Татяна Гарбин регистрира 10 шампионски титли от ITF турнирите на сингъл и 10 титли по двойки. В международния календар на WTA, италианката печели една титла на сингъл и 8 титили на двойки. През годините италианската тенисистка е участвала и в четири финални мача на сингъл, в които е победена, както и в 6 срещи по двойки, в които също пропуска да вземе шампионската титла. В четири от осемте си титли на двойки, Татяна Гарбин си партнира със словашката тенисистка Жанет Хусарова.
Италианската тенисистка участва на Средиземноморските игри от 1997 г., където играе за националния отбор. В националната селекция за „Фед Къп“ участва през 1999-2000, 2003-2005 и през 2007 г. Татяна Гарбин участва и на две летни олимпиади — в Сидни през 2000 г. и в Атина през 2004 г.
В турнирите за Големия шлем, Татяна Гарбин регистрира две много силни участия на „Откритото първенство на Франция“ през 2006 и 2007 г. През 2006 г. достига до осминафиналната фаза, където е надиграна от белгийската тенисистка Жустин Енен, а година по-късно достига до четвъртфинален мач, в който отстъпва на чешката тийнейджърка Никол Вайдишова.
През 2010 г. Татяна Гарбин достига до финален мач по двойки на турнира „Барселона Лейдис Оупън“, където е победена заедно с швейцарската тенисистка Тимеа Бачински от италианския дует Сара Ерани и Роберта Винчи. На 12.07.2010 г. отново със същата партньорка печели на двойки турнира в Будапеща побеждават румънката Сорана Кърстя и Анабел Медина Гаригес от Испания с резултат 6:3, 6:3. На 18.07.2010 г. двете печелят шампионската титла на двойки от турнира в Прага. Във финалния двубой Агнеш Саваи и Моника Никулеску с резултат 7:5, 7:6. На 17.10.2010 г., Татяна Гарбин печели титлата на двойки от турнира в белгийския град Торхут. Те надиграват представителката на домакините Янина Викмайер и холандката Михаела Крайчек с резултат 6:4, 6:2.
На 24.10.2010 г., Татяна Гарбин печели шампионската титла на двойки от турнира „Люксембург Оупън“. Във финалната среща, тя си партнира с швейцарската тенисистка Тимеа Бачински, заедно с която сломяват съпротивата на чешкия тандем Ивета Бенешова и Барбора Захлавова-Стрицова с резултат 6:4 и 6:4.